# Принц Чинан
Принц Чина́н (кор. 진안대군?, 鎭安大君?, 1354—1393), личное имя  Ли Бану́ — чосонский принц и старший сын основателя коерейского государства Чосон вана Ли Сонге (известного под храмовым именем Тхэджо) и его супруги королевы Синый. 
Он стал генеральным секретарём[неизвестный термин] последнего царя династии Корё. В 1388 году, его отец, король Ли Сонге (впоследствии известен под храмовым именем как «Тхэджо»), сверг династию Корё. Став свидетелем этого инцидента, он[кто?] отправился в Челвон на пенсию. Позже он отправился в Хамхын, который расположен в современной Северной Корее, там он умер в возрасте 39 лет.
В 1392 году, когда ван Тхэджо раздавал титулы, его первый сын стал известным как великий князь Джинан.
В летописях «Анналах Чосона» (조선왕조실록), он описывается как великий князь Чинан, как человек, который любил алкогольные напитки, и заявляют, что он пил обильное количество алкоголя, пока не умер. Однако, судя надписи на каменном памятнике великому князю Чинан, который был сделан в 1789 году, «Великий князь Чинан был примерным сыном своего родителя, который заботился о своих брате и сестре. Когда он стал старше, он погрузился в литературу и практиковал скромный образ жизни и не представлял себе ни богатство, ни власть».
Похоронен в Чхунджу. Был посмертно «повышен в титуле» своим братом, третьим ваном Чосона Тхэджоном, реформировавшим в 1412 году систему титулов, сделав всех сыновей Тхэджо «великими князьями».